# Somkóró
A somkóró (Melilotus) a hüvelyesek rendjének pillangósvirágúak családjába tartozó növénynemzetség, melybe egy- vagy többéves fajok tartoznak, a hüvelytermésük viszonylag kis méretű, ráncos és egy–három mag fejlődik benne. Eurázsiában gyakran meszes talajokon találhatók meg. A somkórófajok, hasonlóan a rokon lepkeszegfajokhoz, jelentős mennyiségű kumarint tartalmaznak.
Magyarországon öt fajuk él: közülük elsősorban az orvosi somkórót (Melilotus officinalis), de a réti somkórót (M. altissimus) is gyógynövényként használják; az orvosi somkóróhoz hasonlóan gyakran fordul elő a fehér somkóró (M. albus) is, viszont náluk ritkább a fogas somkóró (M. dentatus) és a borzas somkóró (M. hirsutus).
Egyes esetekben az orvosi somkórót is egyszerűen somkórónak nevezik.

## Fajok
Az alábbi lista a The Plant List 1.1-es verziója szerint elfogadott somkórófajokat sorolja fel:
- Melilotus albus Medik. – fehér somkóró[2]
- Melilotus altissimus Thuill. (syn. Melilotus macrorrhizus Pers.) – réti somkóró[2]
- Melilotus caeruleus (L.) Desr.

Mások Trigonella caerulea (L.) Ser. néven, vagyis lepkeszegfajként tárgyalják.
- Melilotus dentatus (Waldst. et Kit.) Pers. – fogas somkóró[2]
- Melilotus elegans Ser.
- Melilotus hirsutus Lipsky – borzas somkóró[2]
- Melilotus indicus (L.) All. – indiai somkóró[2]
- Melilotus infestus Guss.
- Melilotus italicus (L.) Lam. – olasz somkóró[2]
- Melilotus macrocarpus Coss. et Durieu
- Melilotus melilotus-officinalis (L.) Farw.

Mások a Melilotus officinalis (vagyis az orvosi somkóró) szinonimájának tekintik.
- Melilotus messanensis (L.) All. – kis somkóró[2]
- Melilotus neapolitanus Ten. – nápolyi somkóró[2]
- Melilotus officinalis (L.) Pall. – orvosi somkóró[2]
- Melilotus polonicus (L.) Pall. (syn. Melilotus caspicus Gruner, Melilotus caspius Gruner)[8] – homoki somkóró[2]
- Melilotus segetalis (Brot.) Ser. – vetési somkóró[2]
- Melilotus serratifolius Tackh. et Boulos
- Melilotus speciosus Durieu – különleges somkóró[2]
- Melilotus suaveolens Ledeb. – illatos somkóró[2]
- Melilotus sulcatus Desf. – barázdás somkóró[2]
- Melilotus tauricus (M.Bieb.) Ser. – krími somkóró[2]
- Melilotus wolgicus Poir. – volgai somkóró[2]